# White Chuck Cinder Cone
White Chuck Cinder Cone è un cono di cenere situato nella contea di Snohomish dello stato di Washington, negli Stati Uniti d'America. Fu scoperto per la prima volta nel 1934 e ha un'altitudine di 1834 m.
In base alla quantità di erosione glaciale, è probabilmente tra 2000 e 17000 anni.